# Liste des sites Ramsar au Kirghizistan
Cet article recense les zones humides du Kirghizistan concernées par la convention de Ramsar.

## Statistiques
La convention de Ramsar est entrée en vigueur au Kirghizistan le 12 mars 2003.
En janvier 2020, le pays compte 3 sites Ramsar, couvrant une superficie de 6 794,08 km2.

## Liste
| Site                                                  | Province | Notes | Date             | Superficie (km²) | Altitude (m)  | Identifiant Ramsar | Identifiant WDPA | Coordonnées                       | Photo |
| ----------------------------------------------------- | -------- | ----- | ---------------- | ---------------- | ------------- | ------------------ | ---------------- | --------------------------------- | ----- |
| Réserve naturelle d'État Yssyk Koul avec l'Yssyk Koul | Yssykköl |       | 12 novembre 2002 | 6 264,39         | 1 608         | 1231               | 17723            | 42° 25′ 01″ nord, 77° 15′ 00″ est |       |
| Tchatyr-Koul                                          | Naryn    |       | 8 novembre 2005  | 161,00           | 3 530         | 1588               | 902830           | 40° 37′ 01″ nord, 75° 18′ 00″ est |       |
| Lac Son Koul                                          | Naryn    |       | 23 janvier 2011  | 368,69           | 3 015 - 3 092 | 1943               | 555542701        | 41° 49′ 59″ nord, 75° 07′ 01″ est |       |